# Tillandsia ortgiesiana
Tillandsia ortgiesiana är en gräsväxtart som beskrevs av Charles Jacques Édouard Morren och Carl Christian Mez. Tillandsia ortgiesiana ingår i släktet Tillandsia och familjen Bromeliaceae. Inga underarter finns listade i Catalogue of Life.